# Danutė Aleksiūnienė
Danutė Aleksiūnienė (*  16. April 1952 in Mankūnėliai, Rajongemeinde Lazdijai) ist eine litauische Politikerin.

## Leben
Nach dem Abitur in Seirijai bei Lazdijai absolvierte sie 1975 das Diplomstudium der Mechanik am Kauno politechnikos institutas.
Von 1979 bis 1990 arbeitete sie als Ingenieurin in Vievis. Von 1990 bis 1993 war sie stellvertretende Bürgermeisterin von Vievis, danach Leiterin von Amtsbezirk Vievis. Von 1995 bis 1997 war sie Mitglied im Rat der Rajongemeinde Trakai, von 2000 bis 2003 im Rat von
Elektrėnai.
Von 1997 bis 2000 war sie Mitglied im Seimas.
Ab 1993 war sie Mitglied von Lietuvos centro sąjunga, ab 2001 der Liberalų ir centro sąjunga.
Sie ist verheiratet. Mit dem Ehemann Antanas hat sie den Sohn Vaidotas und die Tochter Asta.